# Список умерших в 1401 году

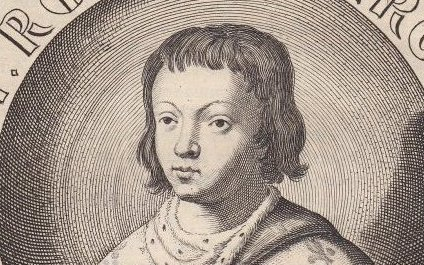
Шарль

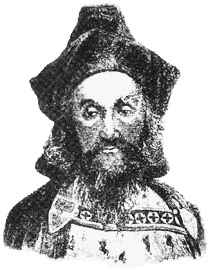
Владислав Опольчик

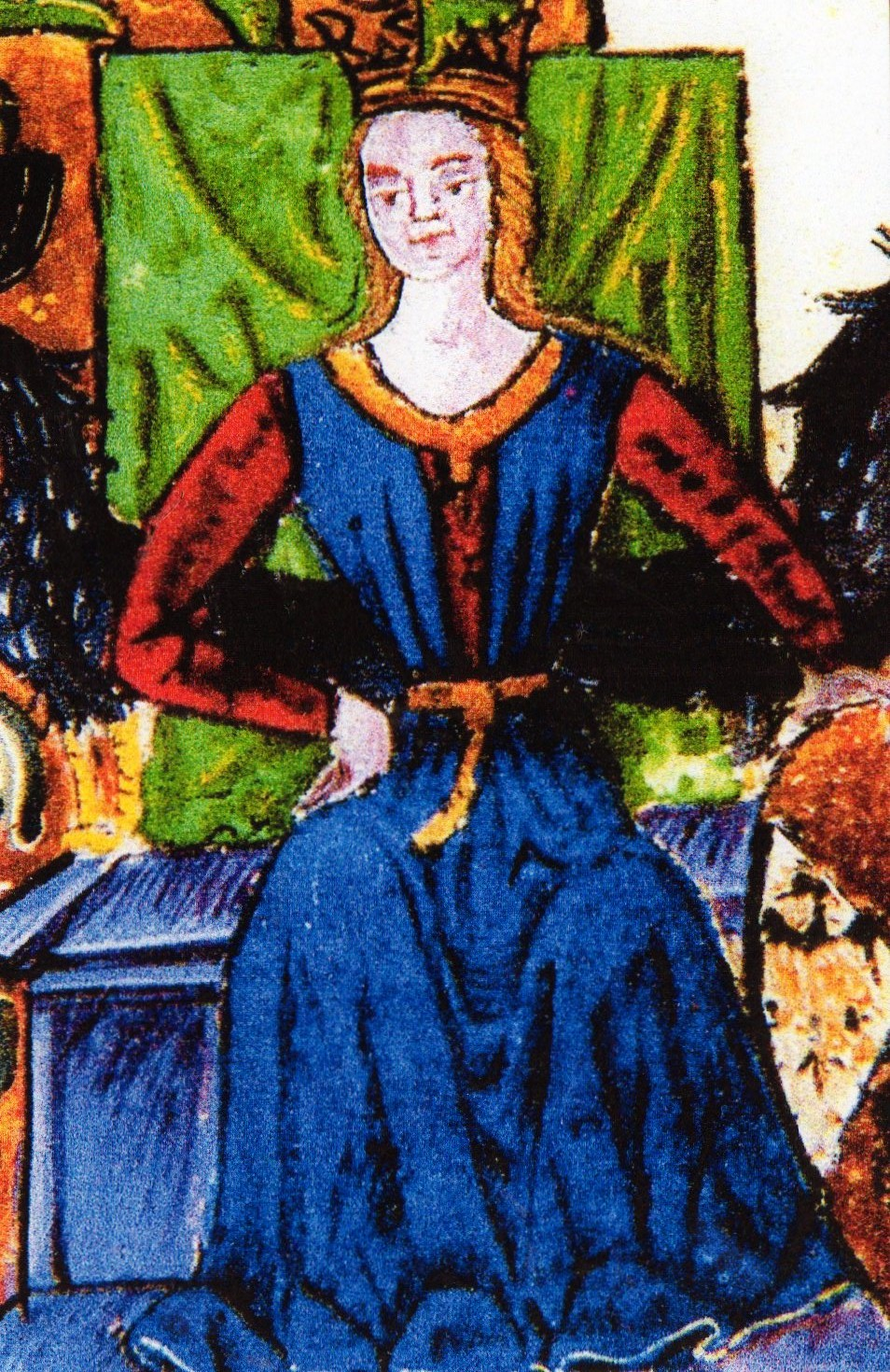
Мария Сицилийская

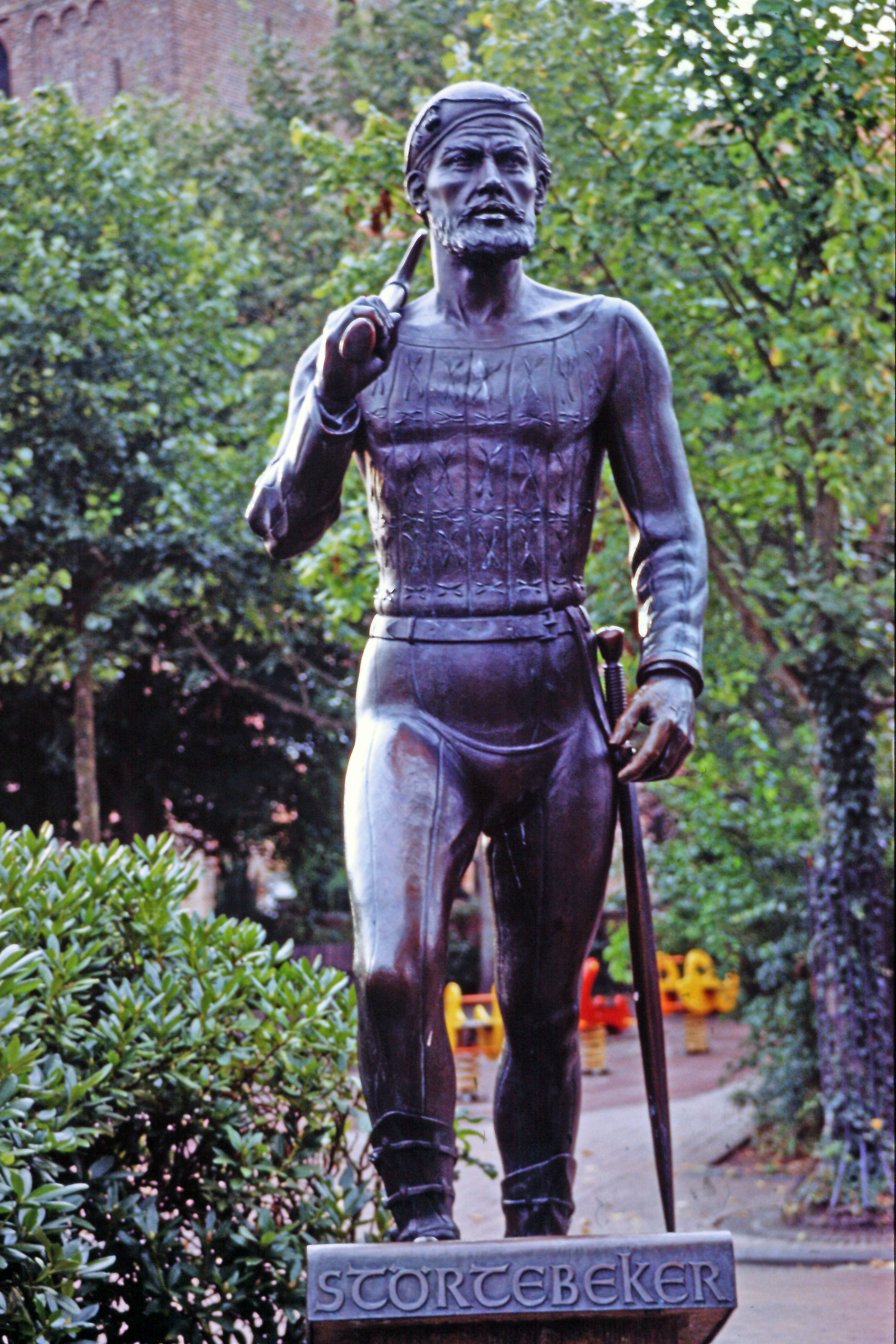
Клаус Штёртебекер

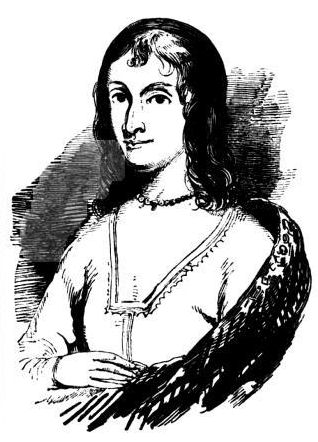
Анабелла Драммонд

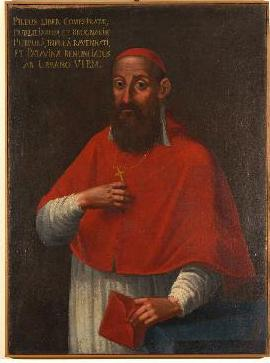
Пьетро Пилео да Прата

В этой статье представлен список известных людей, умерших в 1401 году.
См. также: Категория:Умершие в 1401 году

## Январь
- 13 января — Шарль (8) — 5-й ребенок и 2-й сын короля Франции Карла VI Безумного. На протяжении всей своей жизни (1392—1401) являлся наследником престола, дофином Франции.
- Ричард Сайренчестерский — английский хронист, монах-бенедиктинец из аббатства Святого Петра в Вестминстере, автор «Исторического зерцала деяний королей Англии». Возможно умер в январе 1400 года.

## Март
- 20 марта — Захарий Костроминич — псковский посадник, много сделавший для укрепления Пскова.

## Апрель
- 8 апреля — Томас де Бошан — английский аристократ и военачальник, граф Уорик (с 1369), рыцарь ордена Подвязки (с 1373), один из лордов-апеллянтов.

## Май
- 15 мая — Ричард де Сент-Мор — английский аристократ, 5-й барон Сент-Мор и de-jure 4-й барон Ловел из Кэри (с 1362).
- 18 мая — Владислав Опольчик — Князь Опольский (с братьями Болеславом III (до 1370/1375 года) и Генрихом (до 1365 года), Велюнский (1370—1391), Иновроцлавский (1378—1392), владелец Крнова (1384—1390), Добжинской земли (1378—1392), граф-палатин Венгрии (1367—1372), граф-палатин Польши (1378), наместник Галицко-Волынского княжества (1372—1378).
- 25 мая:
  - Мария (37) — королева Сицилии, герцогиня Афинская, Неопатрийская (с 1377), дочь короля Федериго III от его первого брака (с Констанцией Арагонской);
  - Эрих III — последний герцог Саксен-Бергедорф-Мёльна (с 1370).

## Август
- 4 августа — Филипп ле Диспенсер (58) — английский аристократ, 1-й барон ле Диспенсер пятой креации (с 1387).
- Роман Михайлович Молодой — последний русский князь Брянский (1356—1370, 1380—1401) и последний русский великий князь черниговский (1356—1401).

## Октябрь
- 19 октября — Джон Черлтон (39) — английский аристократ, лорд Валлийской марки (с 1374).
- 20 октября — Клаус Штёртебекер — легендарный пират, один из предводителей Виталийских братьев, ставший фольклорным персонажем в качестве прототипа «Робина Гуда».
- Анабелла Драммонд — королева-консорт Шотландии (1390—1401), жена Роберта III.

## Ноябрь
- 26 ноября — Фридрих XI фон Цоллерн Старый —  член дома Гогенцоллернов, граф фон Цоллерн (1365—1401)

## Декабрь
- 9 декабря — Георг — соландграф Тюрингии и сомаркграф Мейсена (с 1381) из династии Веттинов.
- 21 декабря — Семён Дмитриевич — последний князь Суздальский (1383—1393), родоначальник младшей ветви князей Шуйских
- Пьетро Пилео да Прата — итальянский куриальный кардинал, епископ Тревизо (1358—1359), епископ Падуи (1359—1370), архиепископ Равенны (1370—1387), кардинал-священник с титулом церкви Санта-Прасседе (1378—1385), кардинал-протопресвитер (1381—1385), Кардинал-епископ Фраскати (1386—1387, 1391—1400), декан Священной Коллегии Кардиналов (1397—1401).

## Дата неизвестна или требует уточнения
- Абу Му I ― тринадцатый правитель Тлемсена из династии Абдальвадидов (1399—1401)
- Андроник Асень Дзаккария — барон Халандрицы (1382—1401) и Эстамиры (1388—1401).
- Антонио ди Винченцо — итальянский архитектор, работавший в Болонье.
- Арно Аманье IX д’Альбре — сеньор д'Альбре, виконт де Тартас, де Марен (с 1358), граф де Дрё (с 1382), великий камергер Франции (1381—1401), один из наиболее знаменитых военачальников времён Столетней войны.
- Варфоломей Пизанский — итальянский писатель-францисканец.
- Веннемар фон Брюггеноэ — ландмейстер Тевтонского ордена в Ливонии (1389—1401).